# Andrew Lawrence
Andrew James „Andy” Lawrence (ur. 12 stycznia 1988 w Filadelfii) – amerykański aktor, piosenkarz i filmowiec, brat Josepha i Matthew Lawrence’ów. Zdobywca nagrody Young Artist Award (2001) oraz trzech nominacji do tej nagrody (1996, 1997, 2001).

## Życiorys

### Wczesne lata
Urodził się w Filadelfii w stanie Pensylwania jako najmłodszy z trzech synów Donny Lynn (z domu Shaw), osobistej menadżerki, i Josepha „Joe” Lawrence’a Mignogny Sr., brokera ubezpieczeniowego. Jego ojciec był pochodzenia włoskiego, a matka miała korzenie angielskie i irlandzkie. Jego rodzina miała też pochodzenie szkockie. Wychowywał się z dwoma starszymi braćmi:  Josephem (ur. 20 kwietnia 1976) i Matthew Williamem (ur. 11 lutego 1980), którzy także zostali aktorami. 

### Kariera
Debiutował na ekranie w wieku trzech lat w roli 2–letniego Joeya w serialu NBC Rozkwitać (Blossom, 1991), którego gwiazdą był w latach dziewięćdziesiątych jego brat Joseph. W dramacie CBS Ofiara gniewu (Cries Unheard: The Donna Yaklich Story, 1994) z Jaclyn Smith zastał obsadzony w roli 5–letniego Denny’ego Yaklicha. W dramacie sensacyjnym Brzemię białego człowieka (White Man’s Burden, 1995) u boku Harry’ego Belafonte i Kelly Lynch wystąpił w roli Donniego Pinnocka, syna Louisa (John Travolta). Od 16 września 1995 do 18 maja 1997 grał postać Andy’ego Romana w sitcomie NBC Brotherly Love, za którą w 1996 i 1997 był nominowany do Young Artist Award. 
Za kreację Willa Browninga w komedii familijnej fantastycznonaukowej Moje drugie ja (The Other Me, 2000) został uhonorowany nagrodą Young Artist Award. Od 9 marca 2003 do 19 września 2004 występował w roli Taylera „Teda” Marka Beene’a w serialu komediowym stacji FOX Oliver i przyjaciele (Oliver Beene), za którą w 2003 był nominowany do Teen Choice Awards.
W listopadzie 2016 wydał debiutancki EP Kings March. W tym samym roku Lawrence wraz z braćmi Joeyem i Mattem założył zespół o nazwie Still Three. W lutym 2017 trio nagrało debiutancki singiel „Lose Myself”.

## Filmografia

### Filmy
- 1997: Jaś Fasola: Nadciąga totalny kataklizm jako Kevin Langley
- 1998: Jack Frost jako Tuck Gronic
- 2000: Moje drugie ja jako Will Browning / Twoie (Gil)
- 2001: Australijska przygoda (TV) jako Tommy Biggs
- 2001: Wakacje. Żegnaj szkoło jako T.J. Detweiler (głos)
- 2004: Zapasy z życiem jako Jace Newfield

### Seriale TV
- 1996: Opowieści z księgi cnót jako Ben Rogers (głos)
- 1998: Rodzina Lwie Serce - głos
- 1998–2001: Byle do przerwy jako Theodore 'T.J.' Detweiler (głos)
- 1999: Ostatnie takie ranczo jako Tommy Biggs
- 1999: Dzieciaki z klasy 402 jako Vinnie Nasta (głos)
- 2000: Słowami Ginger jako Szef kuchni w łazience (głos)
- 2000: Bobby kontra wapniaki jako Rodeo Kid (głos)
- 2003-2004: Oliver i przyjaciele jako Tayler 'Ted' Mark Beene
- 2006: Uciekinierzy jako Brady Sullivan
- 2008: Kości jako Tim
- 2009: Wszystkie wcielenia Tary jako Jason Maurio
- 2009: Podkomisarz Brenda Johnson jako Eric Whitner
- 2009: CSI: Kryminalne zagadki Nowego Jorku jako Jake Calaveras
- 2011: Castle jako Tommy Marcone
- 2011, 2014: Melissa i Joey jako Evan McKay
- 2013–: Hawaii Five-0 jako Eric Russo
- 2014: Agenci NCIS: Los Angeles jako Stuart Woods
- 2014: Pułapki umysłu jako Henry Wilmyer / Micah Conley
- 2015: CSI: Cyber jako Tobin